# Fate Marable

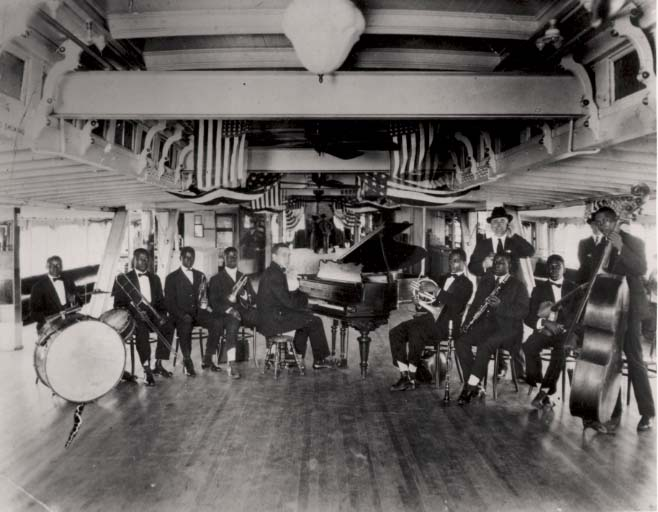
Orkiestra Fate’a Marable’a na pokładzie parowca „Sidney”: (od lewej) „Baby” Dodds – perkusja, William „Baba” Ridgley – puzon, Joe Howard i Louis Armstrong – kornet, Fate Marable – fortepian, David Jones – waltornia, Johnny Dodds – klarnet, Johnny St. Cyr – banjo i „Pops” Foster kontrabas. Biały mężczyzna w kapeluszu, stojący za Johnnym Doddsem to prawdopodobnie kpt. Joe Streckfus współwłaściciel Streckfus Steamers, ok. 1918.

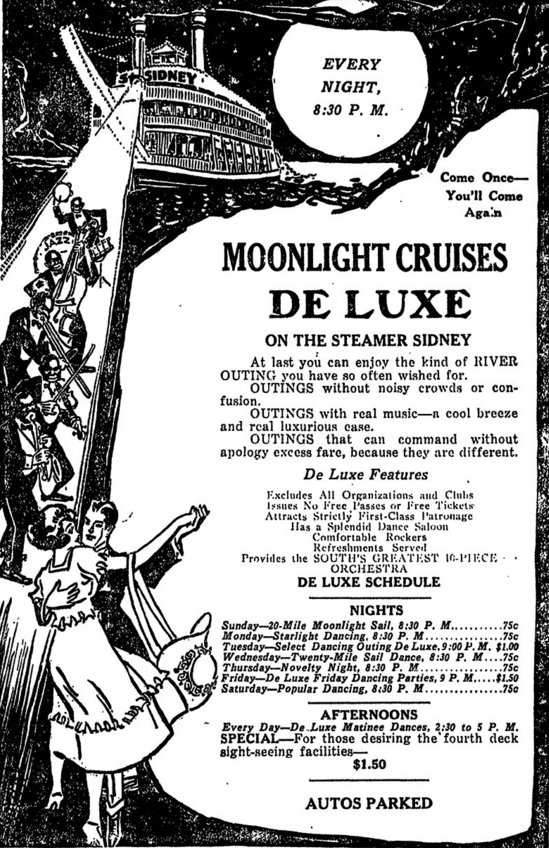
Afisz reklamowy z rozkładem rejsów wycieczkowych parowca „Sidney”, 1920

Fate Clifford Marable (ur. 2 grudnia 1890 w Paducah, zm. 17 czerwca 1966 w Saint Louis) – afroamerykański muzyk, pianista, legendarny bandlider pionierskich lat jazzu.

## Życiorys
Jego rodzicami byli James i Elizabeth Lillian z d. Wharton, nauczycielka gry na fortepianie. Miał pięcioro rodzeństwa – w tym dwóch braci: Harolda i Jamesa, oraz trzy siostry: Mabel, Juanitę i Neonę. Matka, zwana „Lizzie”, początkowo zabroniła mu dotykać instrumentu. On jednak podczas jej nieobecności w domu podejmował próby gry. Kiedy po pewnym czasie go usłyszała, zmieniła decyzję i zaczęła go uczyć gry na fortepianie oraz czytania nut.
Mając siedemnaście lat został zatrudniony przez armatora Johna Steckfusa jako pianista grający ragtime’y na parowcu wycieczkowym. Był to statek „J.S.” firmy Acme Packet Company z Rock Island, pływający po Missisipi. Miał zastąpić dotychczasowego pianistę, który wyjechał do pracy w Nowym Jorku. Okazało się, że do jego obowiązków muzycznych należała także obsługa dużej calliope (organów parowych). Nie była to prosta sprawa, gdyż para przechodząca przez mosiężne rurki i piszczałki miała duże ciśnienie. Klawisze były gorące i trudno je było przytrzymać. Wysokość dźwięku zmieniała się w zależności od ciśnienia pary, więc zagranie właściwych tonów było niełatwe. Ponadto calliope została tak zbudowana, żeby była dobrze słyszalna na lądzie. Wydawane przez nią dźwięki o wielkim natężeniu  ogłuszały grającego i stanowiły niemal bolesna udrękę. Chcąc zniwelować skutki działania plującego gorącą wodą i parą, oraz ryczącego instrumentu, przed grą zakładał rękawiczki, zatykał uszy kłębkami bawełny oraz przywdziewał sztormiak.
Pod koniec 1907 Streckfus, będący także kapitanem statku, zlecił mu rozbudowanie „orkiestry”, składającej się dotychczas z pianisty i skrzypka. Duet został więc powiększony o trębacza i perkusistę. W takim składzie zespół grał dla pasażerów do roku 1910, w którym parowiec „J.S.” spłonął. Streckfus jednak nie zaprzestał działalności, lecz wręcz ją poszerzył. Kupił firmę Diamond Jo Packet Company z jej flotą, w której znajdował się parowiec „Sidney”. Marble prowadził na nim swoje zespoły grające pasażerom do tańca w czasie kilkugodzinnych wycieczek odbywanych na rzece wg rozkładu rejsów. Firma Streckfus Steamers organizowała także rejsy na linii Saint Paul–Nowy Orlean–Saint Paul.
Orkiestrami na statkach kierował przez trzydzieści trzy lata. Podczas rejsów do Nowego Orleanu odwiedzał w czasie postojów kluby nocne, w których wyszukiwał i werbował do swojego zespołu młodych muzyków. Później większość z nich uczył czytania nut. Jednym z „wyłowionych” przez niego talentów był kornecista i trębacz Louis Armstrong.

Zutty Singleton: W Nowym Orleanie mówiło się pół żartem, że gdy jakiś muzyk dostawał pracę u Fate’a Marble’a na parowcu, wtedy szedł do konserwatorium.

Jego orkiestra grała przede wszystkim do tańca, wykonując zarówno repertuar dixielandowy, jak lekkie utwory muzyki klasycznej. Do 1917 był to zespół złożony wyłącznie z białych muzyków. Wtedy sformował Kentucky Jazz Band z Armstrongiem, który tworzyli tylko czarnoskórzy instrumentaliści. W latach 1921–1922 jego formacja w powszechnej opinii uchodziła za najlepszą orkiestrę taneczna w Stanach Zjednoczonych. Odchodzący z niej muzycy zasilali później zespoły takich bandliderówj jak Joe „King” Oliver, Cab Calloway, Fats Waller, Jimmie Lunceford, Chick Webb, Count Basie, Benny Goodman i Duke Ellington.
W latach 30. XX wieku zszedł na ląd i  osiadł w Saint Louis. Nadal prowadził orkiestry aż do 1940, kiedy to doznał poważnego urazu palca. Po kilku latach powrócił do gry na fortepianie, ale występował już tylko z małymi zespołami.
Mając 56 lat, zmarł w Saint Louis na zapalenie płuc. Został pochowany w rodzinnym Paducah na tamtejszym cmentarzu Oak Grove.

## Muzycy orkiestr Marable’a
Henry „Red” Allen (trąbka), Boyd Atkins (skrzypce, saksofon), Louis Armstrong, Jimmy Blanton (kontrabas), Earl Bostic (saksofon altowy), Johnny Dodds (klarnet), Warren „Baby” Dodds (perkusja), Paul Dominguez (skrzypce), Sam Dutrey (klarnet, saksofon), George „Pops” Foster (kontrabas), Dewey Jackson (trąbka), Davey Jones (saksofon tenorowy), Norman Mason (klarnet, saksofony), Manuel Perez (kornet), Gene Sedric (klarnet, saksofon tenorowy), Tab Smith (saksofon altowy), Zutty Singleton (perkusja), Johnny St. Cyr (banjo)

## Upamiętnienie
W 2002 został wprowadzony do Panteonu Sław Rzek Narodowych (National Rivers Hall of Fame) w Muzeum Rzeki Missisipi w Dubuque.